# Leverano
Leverano est une commune italienne d'environ 14 000  habitants de la province de Lecce dans la région des Pouilles. Elle se situe dans la partie occidentale la plus plate de la péninsule du Salento.

## Toponymie
Deux étymologies du toponyme sont possibles. La première viendrait du grec liburos signifiant « zone humide », du fait que les terrains étaient marécageux avant d'être asséchés dans les années 1920. La seconde serait liée à une personne dénommée Liberius qui aurait habité les lieux lors la colonisation romaine.

## Géographie
La commune se situe dans la partie occidentale de la plaine salentine. Son accès à la mer le plus proche est le port de Porto Cesareo situé à 9 km plus à l'ouest. La capitale provinciale Lecce se trouve à 17 km plus à l'est.
Le relief est uniformément plat, avec une altitude moyenne de 37 m au-dessus du niveau de la mer. Il n'y a pas de boisements, l'occupation du sol étant essentiellement constituée de vignobles, d'oliveraies et de champs cultivés.

## Histoire
La cité a été fondée en l'an 540 par des survivants de la cité de Torricella qui avait été ravagée en 538 par les Ostrogoths conduits par Totila. Elle est dévastée au IXe siècle par les Sarrasins. Elle est reconstruite par les Normands, qui conquièrent l'Italie du Sud au XIe siècle, et qui entreprennent de la renforcer et d'y construire une première tour de guet en bois.
En 1220, l'empereur Frédéric II fait bâtir à sa place une imposante tour de pierre carrée d'une hauteur de 28 m et qui existe toujours aujourd'hui. Au XIIIe siècle, Leverano fait partie du comté de Copertino qui incluait également Galatone et Veglie. La période féodale prend fin en 1806 lorsque Joseph Bonaparte devient roi de Naples.
Le 20 février 1743, un tremblement de terre secoue la région, détruisant de nombreuses constructions, dont l'église qui sera reconstruite quatre ans plus tard.
Le 23 juillet 1943, l'aéroport de Leverano, que les Allemands utilisaient comme base pour leurs aviation de chasse, est bombardé par les Américains, ce qui causa de nombreuses victimes tant civiles que militaires.

## Économie
L'économie reste majoritairement agricole, avec la culture traditionnelle de la vigne, de l'olivier, du blé et du tabac. On trouve aussi des cultures plus sophistiquées comme le maraîchage sous serre ou la floriculture. Le marché aux fleurs (mercato dei Fiori) de Leverano est un des plus importants du sud de l'Italie ; sa superficie est de 16 000 m2 dont 2 200 m2 de surface couverte.
Les vins bénéficiant de l'appellation « Leverano » sont protégés par une dénomination d'origine contrôlée (DOC) depuis 1980. Ils sont produits par la coopérative Vecchia Torre et par le domaine Conti Zecca.

## Lieux et monuments

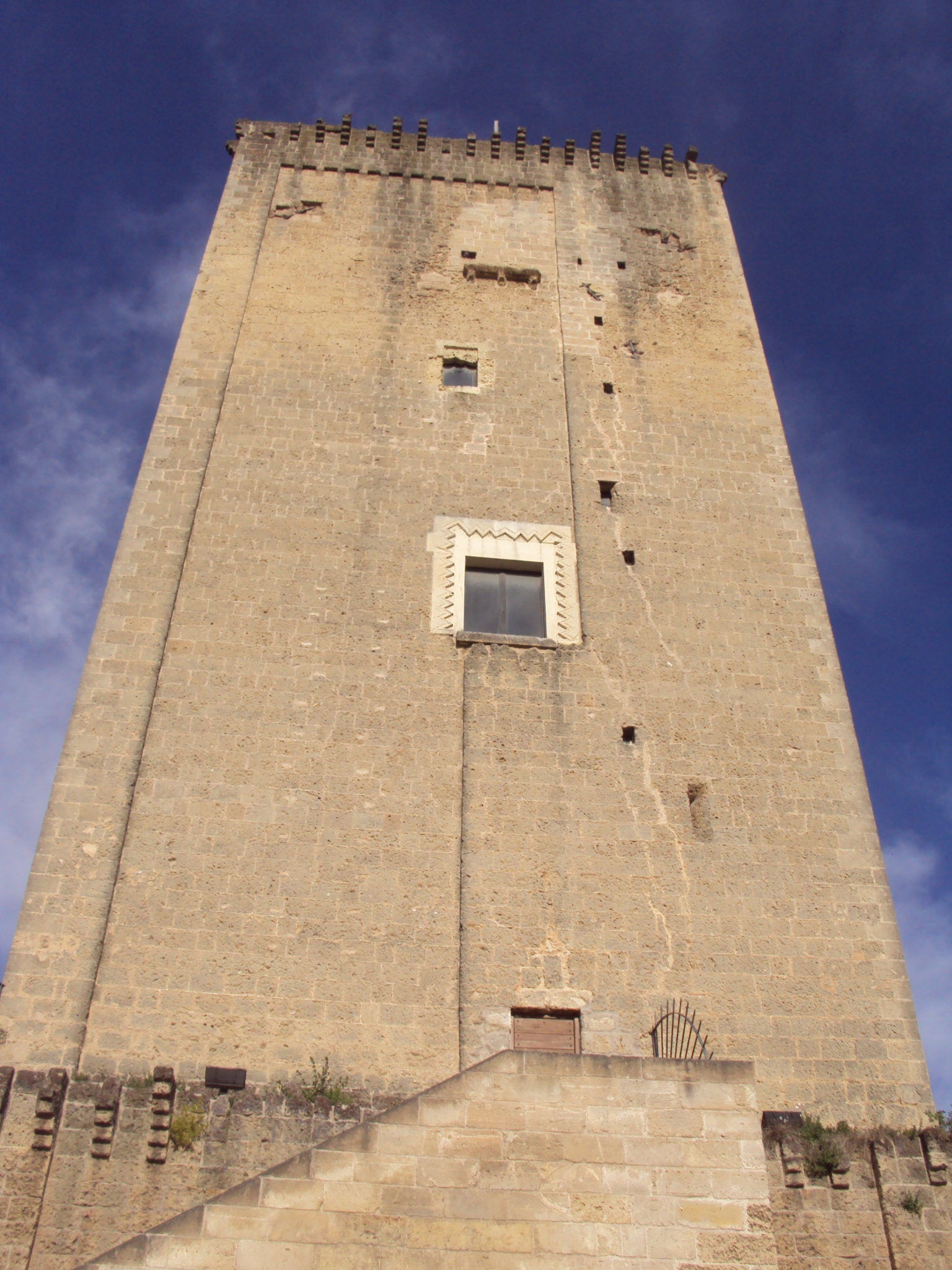
La Torre Federiciana.

- La Torre Federiciana, tour de 28 m de hauteur construite à des fins militaires par Frédéric II du Saint-Empire en 1220, du sommet de laquelle on jouit d'une vue dégagée sur toute la région et en particulier la côte ionienne.

- L'église de la Santissima Annunziata, également dénommée Chiesa Matrice, construite à la fin du XVIe siècle, exemple de la transition de la renaissance italienne au baroque.

- L'église de Santa Maria delle Grazie et le couvent contigu, construits au XVe siècle. Le couvent, abandonné en 1807, menaçait ruine lorsqu'il a été réoccupé par les Frères Mineurs en 1935.

- L'église de la Madonna della Consolazione, construite au XVIIe siècle.

- L'église de San Benedetto, également construite au XVIIe siècle.

## Administration
| Période                                  | Période   | Identité       | Étiquette       | Qualité |
| ---------------------------------------- | --------- | -------------- | --------------- | ------- |
| mai 2002                                 | mai 2007  | Cosimo Durante |                 |         |
| mai 2007                                 | mai 2012  | Cosimo Durante |                 |         |
| mai 2012                                 | juin 2017 | Giovanni Zecca | (liste civique) |         |
| juin 2017                                | En cours  | Marcello Rolli | (liste civique) |         |
| Les données manquantes sont à compléter. |           |                |                 |         |

### Hameaux
La commune de possède pas de frazioni (hameaux officiels). En revanche, elle possède une vingtaine de masserie (fermes isolées), souvent fortifiées, et constituant autant de lieudits.

### Communes limitrophes
Arnesano, Carmiano, Copertino, Nardò, Veglie